# ヌラリ・エモマリ
ヌラリ・エモマリ（Nurali Emomali 2002年4月8日- ）はタジキスタン出身の柔道選手。階級は66kg級。

## 経歴
2022年の世界ジュニア66㎏級で優勝すると、2023年のグランドスラム・タシケントでIJFワールド柔道ツアー初優勝を飾った。2024年の世界選手権では5位だった。パリオリンピックでは準々決勝で阿部一二三に合技で敗れると、その後の敗者復活戦はケガで棄権して7位だった。2025年には地元開催のグランドスラム・ドゥシャンベで優勝すると、世界選手権では決勝まで進むも、武岡毅に有効で敗れて2位だった。
IJF世界ランキングは3946ポイント獲得で1位(25/6/2現在)。

## 主な戦績
- 2022年 - 世界ジュニア　優勝
- 2023年 - グランドスラム・タシケント　優勝
- 2024年 - グランドスラム・アンタルヤ　2位
- 2024年 - 世界選手権　5位
- 2024年 - パリオリンピック　7位
- 2025年 - アジア選手権　3位
- 2025年 - グランドスラム・ドゥシャンベ　優勝
- 2025年 - 世界選手権　2位

(出典、)